# Aponcholaimus linhomoeoides
Aponcholaimus linhomoeoides är en rundmaskart som beskrevs av Allgen 1957. Aponcholaimus linhomoeoides ingår i släktet Aponcholaimus och familjen Linhomoeidae. Inga underarter finns listade i Catalogue of Life.